# Aión (filosofía)

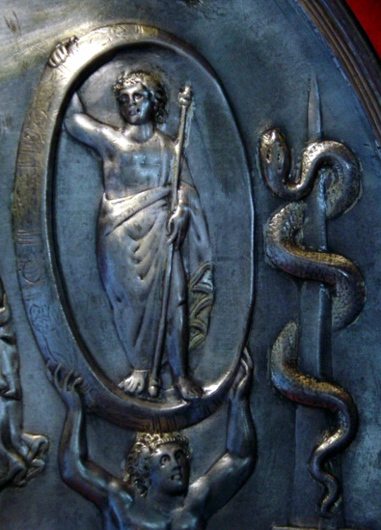
Aión personificado, en la pátera de Parabiago.

Aión (griego: αιών, del arcaico αἰϝών, aiwón) o Eón, en la Grecia arcaica, indicaba el aliento y la fuerza vital, y por extensión, el de duración (límites de su existencia en el tiempo) de una vida finita o el tiempo que nos toca vivir y que nos otorga el destino.
Posteriormente pasó a designar las grandes eras, generaciones o edades de la vida, los eones y finalmente, la eternidad, sin principio ni fin.

## Etimología
Pierre Chantraine identifica su significado original precisamente en la noción de "fuerza vital", identificando en el arcaico αἰϝ- una conexión con la raíz indoeuropea reconstruida *ai-w- para expresar la "fuerza vital".

## Aión en filosofía
Analizando los conceptos que los antiguos griegos utilizaban para referirse al "tiempo": aión, kronos (χρόνος, tiempo cuantitativo, lineal, cronológico) y kairós (καιρός, tiempo cualitativo, oportuno para la acción), el filósofo Gilles Deleuze, observa la oposición entre aión y kronos: "Según aión sólo el pasado y el futuro persisten y subsisten en el tiempo. En lugar de un presente que reabsorbe el pasado y el futuro, un futuro y un pasado que dividen el presente en cada instante, que lo dividen infinitamente en pasado y futuro, en los dos sentidos a la vez. O más bien es el instante sin espesor y sin extensión que divide cada presente en pasado y futuro, en lugar de vastos y densos presentes que incluyen el futuro y el pasado en relación entre sí".
El filósofo André-Jean Festugière, especialista en neoplatonismo, ha distinguido los siguientes significados de la palabra:
1. Noción filosófica en Grecia: “duración de la vida”, “vida ilimitada, eternidad”.
2. Personificación, en el período helenístico, de esta duración.
3. Asimilación de Aión personificado a determinadas divinidades orientales, a otra abstracción personificada o al Dios supremo, por ejemplo Aión Serapis o Aión Mitra.
4. Concepto de tiempo infinito, supuestamente de origen iranio y zoroastriano (Aión-Zurvan).
5. Fiesta del Aión alejandrino, descrita por Epifanio de Salamina (Panarion, 51).
6. La aeternitas de la Antigua Roma, del pueblo romano, de un emperador.
7. En plural: los eones (entidades míticas emanadas del Primer Padre), en textos cristianos y gnósticos o en papiros mágicos.

Carl Gustav Jung escribió en 1951 un ensayo titulado Aion. Contribuciones al simbolismo del sí-mismo. En él, estudiaba el Yo como una "totalidad psíquica que trasciende el Yo". El Yo es la culminación del proceso de individuación. Unifica polaridades opuestas (incluidos anima y animus). Este concepto tiene muchos puntos en común con el de Brahman en el vedismo y el hinduismo.

## En Heráclito
En Heráclito se encuentra en la encrucijada de múltiples significados, y las interpretaciones de los estudiosos han divergido comprensiblemente. Podemos ver las principales posturas:
- Aión = “vida humana” (tiempo vital): Fundamentada en el uso lingüístico de la época, esta interpretación ve Aión como la duración de la vida de un hombre. Es la lectura más literal filológicamente y subraya el tono crítico de Heráclito hacia la futilidad de las ambiciones humanas.
- Aión = “tiempo cósmico” (ciclo del universo): Interpreta Aión como el curso completo del cosmos, un eón universal o Gran Año.[5] Ofrece una visión panteísta o artística del gobierno cósmico, pero depende en parte de atribuir a Heráclito nociones (eterno retorno) posteriores.
- Aión = “eternidad” (tiempo eterno): Destaca la raíz aei (“siempre”) en aión. Algunos la adoptan para contraponer Aión (tiempo eterno, todo-ahora) a Chronos (tiempo sucesivo). Es sugestiva filosóficamente y enlaza con desarrollos posteriores, pero es incierto si Heráclito concebía aión con esta abstracción.[6]
- Aión = “destino” o principio único: Equivale a identificar Aión con la fuerza que rige el orden del mundo (sea ley cósmica o Moira). Esta lectura unifica Aión con conceptos como Logos o Physis. Es más especulativa, pero capta la unión de contrarios (niño-rey) típica de Heráclito.[6]